# Halictus cephalicus
Halictus cephalicus là một loài Hymenoptera trong họ Halictidae. Loài này được Morawitz mô tả khoa học năm 1873.